# 12460 Mando
12460 Mando (1997 AF5) là một tiểu hành tinh vành đai chính được phát hiện ngày 3 tháng 1 năm 1997 bởi N. Sato ở Chichibu.